# زخرفة مغارية

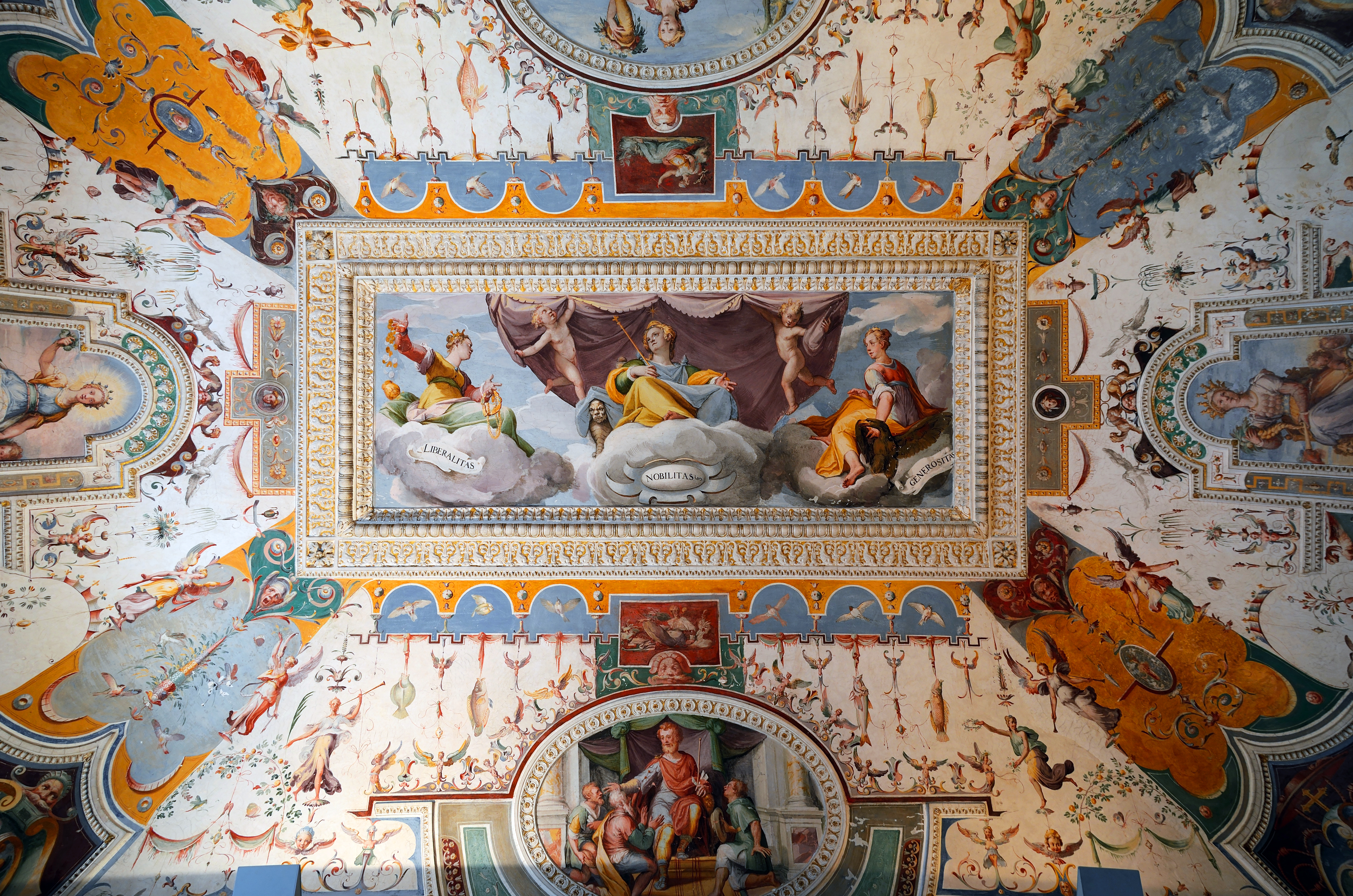
الطبيعة الأم محاطة بالزخارف المغارية في هذه التفاصيل الجدارية من الدارة الشرقية

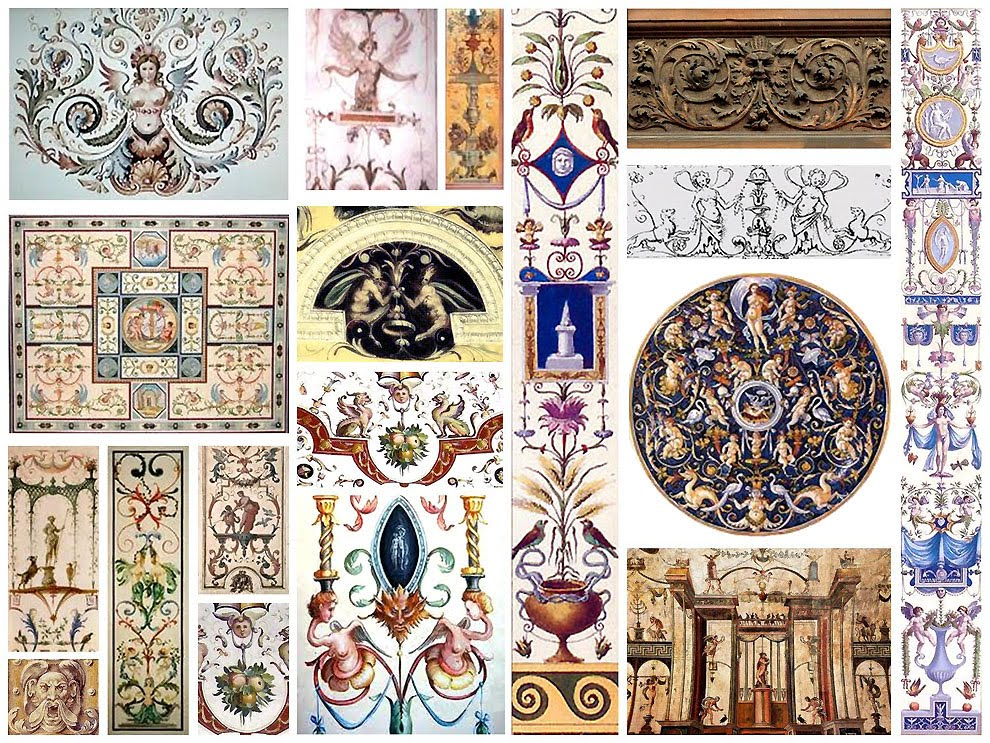
زخارف مغارية من عصر النهضة بأشكال متنوعة

الزخارف المغاريّة أو الغَرتسك (يعني الغريب أو الشنيع) مصطلح يستخدم منذ القرن الثامن عشر على الأقل (باللغات الفرنسية والألمانية والإنجليزية) صفة عامة للغريب الغامض الرائع البشع القبيح غير اللائق غير السار أو مثير الاشمئزاز، وبذلك يستخدم غالبًا لوصف الأشكال الغريبة والأشكال المشوهة مثل أقنعة الهالوين. ومع ذلك قد يشير في الفن والأداء والأدب أيضًا إلى شيء يثير شعورًا بالغرابة غير المريحة بالإضافة إلى الشفقة المتعاطفة في نفس الوقت لدى الجمهور.